# Rite On Line
Rite On Line, född 1991 i Kentucky, död 3 november 2017 i Sverige, var en amerikansk varmblodig travhäst. Han tränades och kördes av Atle Hamre. Säsongerna 1999 och 2000 tränades han av Oddmund Wallevik.
Rite On Line tävlade åren 1993–2000 och sprang in 11,8 miljoner kronor på 119 starter varav 47 segrar, 18 andraplatser och 17 tredjeplatser. Särskilt utmärkande för honom var hans speed. Bland hans största segrar räknas Hugo Åbergs Memorial (1997, 1998), Åby Stora Pris (1998) och Gulddivisionens final (dec 1998). Han tog även andraplatser i Jämtlands Stora Pris (1997), Forus Open (1997), Jubileumspokalen (1997) och Årjängs Stora Sprinterlopp (1999) samt tredjeplatser i Sundsvall Open Trot (1996, 1998) och Finlandialoppet  (1998).
När han segrade i 1997 års upplaga av Hugo Åbergs Memorial på Jägersro gjorde han detta på segertiden 1.11,0 över 1609 aak, vilket då var den femte snabbaste tiden någonsin i Europa.
Efter tävlingskarriären var han avelshingst vid Alebäcks Stuteri i Lidköping. Han lämnade efter sig avkommor som Rite On Track (2002), Harry Haythrow (2006) och Art On Line (2007). Genom dottern Monrovia (2004) är han även morfar till On Track Piraten (2008). I en avkommebedömning som gjordes den 24 oktober 2007 erhöll han omdömet "A – Mycket god förvärving" för sina framgångar som avelshingst.